# Wasserpolitur

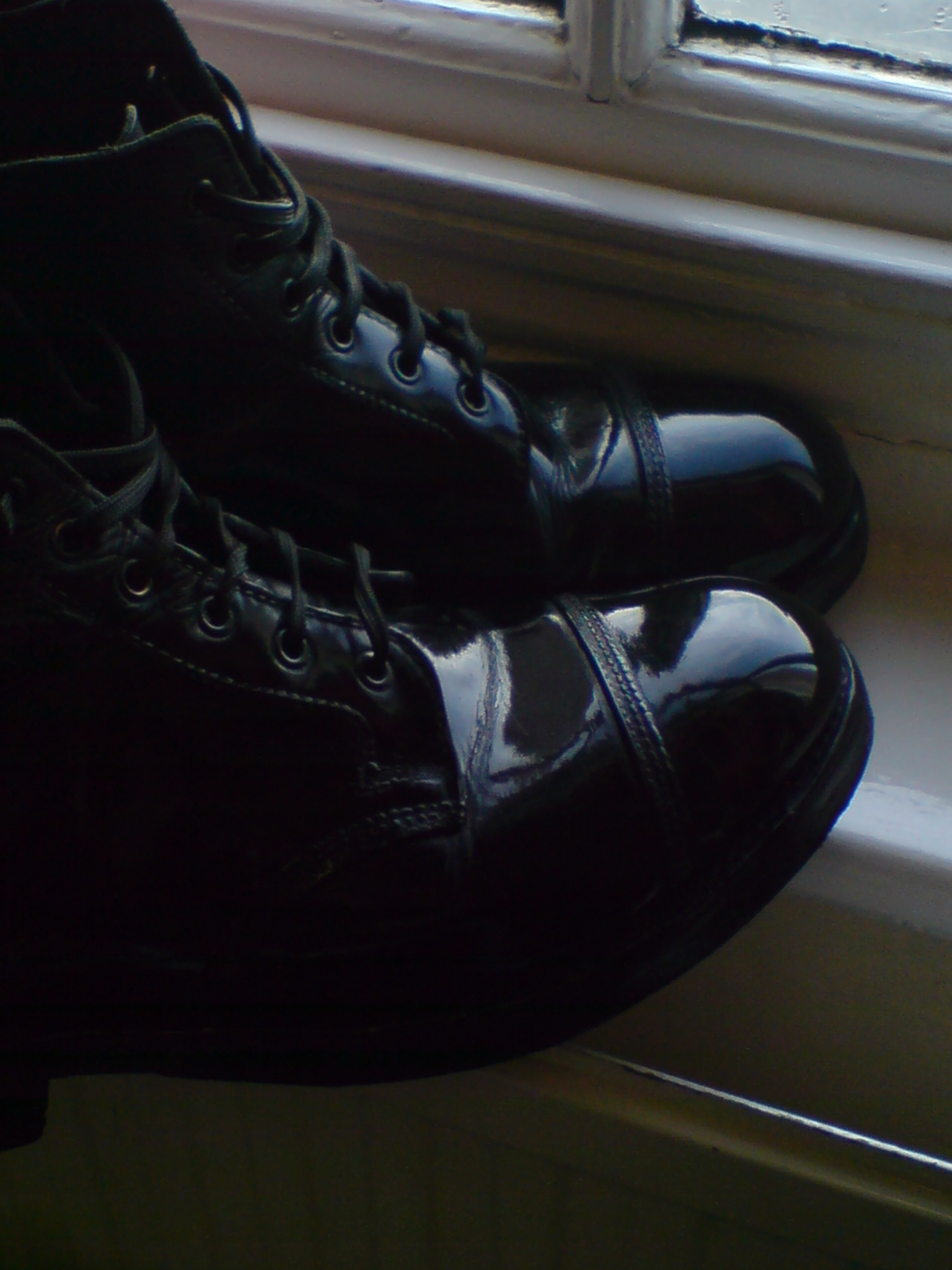
Zu Hochglanz polierte Schnürstiefel

Mit Wasserpolitur (auch Wasserglanzpolitur genannt) bezeichnet man eine besondere Methode, um  Lederschuhe auf Hochglanz zu polieren. Diese Poliermethode ist bei Schuhliebhabern verbreitet.
Voraussetzung für eine Wasserpolitur ist die Pflege des Oberleders mit einer Hartwachscreme (klassische Schuhcreme in flachen Blechdosen). Befindet sich auf dem Oberleder (= Schaftleder) eine dünne Schicht einer Hartwachscreme, kann diese anschließend mit einem mit wenigen Wassertropfen befeuchteten Tuch zu Hochglanz gerieben werden. Hierfür wird das (Baumwoll-)Tuch um ein oder zwei Fingerspitzen gewickelt, ein wenig Schuhcreme aufgenommen und anschließend mit dieser Stelle leicht in Wasser gedippt. Anschließend wird mit dieser wasserbefeuchteten Schuhcreme über das Leder gefahren. Es gibt verschiedene Techniken der Wasserpolitur: Beispielsweise kann mit kleinen kreisenden Bewegungen poliert werden oder mit langen streichenden Zügen. Der altbekannte Trick des Draufspuckens beim Polieren von Schuhen ist auch nichts anderes als eine Variante dieser Wasserpolitur.
In der Folge dieser Wasserpolitur wird die Oberfläche zunehmend glatter und reflektiert das auftreffende Licht immer gerichteter. Dadurch entsteht der spiegelnde Glanzeindruck der Lederoberfläche.
Die Politur fällt umso leichter, je häufiger der Schuh schon mit Hartwachscreme gepflegt wurde. Neue Schuhe lassen sich nur mit größerem Zeitaufwand wasserpolieren. Ein einmal mit einer Wasserpolitur zu Hochglanz polierter Schuh ist später sehr leicht wieder in diesen Zustand zu bringen. Aufgrund der besonders glatten Oberfläche ist die Schmutzanhaftung geringer, und die Schuhpflege geht zukünftig schneller vonstatten.